# Campeonato Brasileño de Fútbol Serie B 2023
El Campeonato Brasileño de Serie B 2023, oficialmente Brasileirão Serie B Sportingbet 2023 por motivos de patrocinio, fue una competición de fútbol que se desarrolla en Brasil en el marco de la segunda división. El torneo comenzó el 14 de abril de 2023 y finalizó el 25 de noviembre del mismo año.

## Sistema de juego
Por dieciocho años consecutivos, la Serie B es disputada por 20 clubes en partidos de ida y vuelta por puntos. En cada ronda, los equipos juegan entre sí una vez. Los encuentros de la segunda ronda se llevan a cabo en el mismo orden que en la primera, con la localía invertida. Es declarado campeón aquel equipo que obtiene más puntos después de 38 jornadas. Al final, los cuatro mejores equipos ascienden a la Serie A 2024, al igual que los últimos cuatro descienden a la Serie C 2024.

### Criterios de desempate
En caso de que haya dos o más equipos empatados en puntos, los criterios de desempate son:
1. Mayor número de partidos ganados.
2. Mejor diferencia de gol.
3. Mayor número de goles a favor.
4. Resultados de los partidos jugados entre los equipos involucrados.
5. Menor número de tarjetas rojas recibidas.
6. Menor número de tarjetas amarillas recibidas.
7. Sorteo.

## Relevos
| Pos. | Descendidos de la Serie A 2022 |
| ---- | ------------------------------ |
| 17.º | Ceará                          |
| 18.º | Atlético Goianiense            |
| 19.º | Avaí                           |
| 20.º | Juventude                      |

| Pos. | Ascendidos de la Serie C 2022 |
| ---- | ----------------------------- |
| 1.º  | Mirassol                      |
| 2.º  | ABC                           |
| 3.º  | Botafogo-SP                   |
| 4.º  | Vitória                       |

## Datos[2]
| Equipo              | Ciudad         | Estado               | Estadio                             | Capacidad | Posición 2022 |
| ------------------- | -------------- | -------------------- | ----------------------------------- | --------- | ------------- |
| ABC                 | Natal          | Río Grande del Norte | Frasqueirão                         | 18 000    | 2.º Serie C   |
| Atlético Goianiense | Goiânia        | Goiás                | Antônio Accioly                     | 12 500    | 18.º Serie A  |
| Avaí                | Florianópolis  | Santa Catarina       | Estadio de la Ressacada             | 19 000    | 19.º Serie A  |
| Botafogo-SP         | Ribeirão Preto | São Paulo            | Santa Cruz                          | 29.262    | 3.º Serie C   |
| Ceará               | Fortaleza      | Ceará                | Castelão                            | 67 037    | 17.º Serie A  |
| Chapecoense         | Chapecó        | Santa Catarina       | Arena Condá                         | 20.089    | 14.º Serie B  |
| CRB                 | Maceió         | Alagoas              | Estadio Rei Pelé                    | 17.126    | 11.º Serie B  |
| Criciúma            | Criciúma       | Santa Catarina       | Estadio Heriberto Hülse             | 19.500    | 8.º Serie B   |
| Guaraní             | Campinas       | São Paulo            | Estadio Brinco de Ouro da Princesa  | 29.130    | 10.º Serie B  |
| Ituano              | Itu            | São Paulo            | Estadio Novelli Júnior              | 18.500    | 6.º Serie B   |
| Juventude           | Caxias do Sul  | Río Grande del Sur   | Alfredo Jaconi                      | 19 924    | 20.º Serie A  |
| Londrina            | Londrina       | Paraná               | Estadio do Café                     | 30.000    | 9.º Serie B   |
| Mirassol            | Mirassol       | São Paulo            | Maião                               | 15.000    | 1.º Serie C   |
| Novorizontino       | Novo Horizonte | São Paulo            | Estadio Jorge Ismael de Biasi       | 16.000    | 16.º Serie B  |
| Ponte Preta         | Campinas       | São Paulo            | Estadio Moisés Lucarelli            | 19.728    | 12.º Serie B  |
| Sampaio Corrêa      | São Luís       | Maranhão             | Estadio Governador João Castelo     | 40.149    | 5.º Serie B   |
| Sport Recife        | Recife         | Pernambuco           | Estadio Ilha do Retiro              | 32.983    | 7.º Serie B   |
| Tombense            | Tombos         | Minas Gerais         | Estadio Soares de Azevedo           | 13.971    | 15.º Serie B  |
| Vila Nova           | Goiânia        | Goiás                | Estadio Onésio Brasileiro Alvarenga | 11.788    | 13.º Serie B  |
| Vitória             | Salvador       | Bahía                | Barradão                            | 34 535    | 4.º Serie C   |

### Clubes por estado
| N | Estado               | Clubes                                                          |
| - | -------------------- | --------------------------------------------------------------- |
| 6 | São Paulo            | Botafogo, Guaraní, Ituano, Mirassol, Novorizontino, Ponte Preta |
| 3 | Santa Catarina       | Avaí, Chapecoense, Criciúma                                     |
| 2 | Goiás                | Atlético Goianiense, Vila Nova                                  |
| 1 | Alagoas              | CRB                                                             |
| 1 | Ceará                | Ceará                                                           |
| 1 | Minas Gerais         | Tombense                                                        |
| 1 | Paraná               | Londrina                                                        |
| 1 | Pernambuco           | Sport Recife                                                    |
| 1 | Bahía                | Vitória                                                         |
| 1 | Maranhão             | Sampaio Corrêa                                                  |
| 1 | Río Grande del Norte | ABC                                                             |
| 1 | Río Grande del Sur   | Juventude                                                       |

### Entrenadores
| Equipo              | Entrenador          |
| ------------------- | ------------------- |
| ABC                 | Fernando Marchiori  |
| ABC                 | Allan Aal           |
| ABC                 | Argel Fuchs         |
| ABC                 | Jonydel Tostão      |
| Atlético Goianiense | Mozart              |
| Atlético Goianiense | Alberto Valentim    |
| Atlético Goianiense | Jair Ventura        |
| Avaí                | Alex                |
| Avaí                | Gustavo Morínigo    |
| Avaí                | Eduardo Barroca     |
| Botafogo-SP         | Adílson Batista     |
| Botafogo-SP         | Marcelo Chamusca    |
| Botafogo-SP         | José Leão           |
| Ceará               | Gustavo Morínigo    |
| Ceará               | Eduardo Barroca     |
| Ceará               | Guto Ferreira       |
| Ceará               | Vágner Mancini      |
| Chapecoense         | Argel Fuchs         |
| Chapecoense         | Gilmar dal Pozzo    |
| Chapecoense         | Claudinei Oliveira  |
| CRB                 | Umberto Louzer      |
| CRB                 | Daniel Paulista     |
| Criciúma            | Cláudio Tencati     |
| Guaraní             | Bruno Pivetti       |
| Guaraní             | Umberto Louzer      |
| Ituano              | Gilmar dal Pozzo    |
| Ituano              | Marcinho Freitas    |
| Juventude           | Pintado             |
| Juventude           | Thiago Carpini      |
| Londrina            | Alexandre Gallo     |
| Londrina            | Paulo César Gusmão  |
| Londrina            | Eduardo Souza       |
| Londrina            | Roberto Fonseca     |
| Londrina            | Roberto Fonseca Jr. |
| Mirassol            | Ricardo Catalá      |
| Mirassol            | Mozart              |
| Novorizontino       | Eduardo Baptista    |
| Ponte Preta         | Hélio dos Anjos     |
| Ponte Preta         | Felipe Moreira      |
| Ponte Preta         | Pintado             |
| Ponte Preta         | João Brigatti       |
| Sampaio Corrêa      | Evaristo Piza       |
| Sampaio Corrêa      | Márcio Fernandes    |
| Sampaio Corrêa      | Fernando Marchiori  |
| Sampaio Corrêa      | Dejair Ferreira     |
| Sport Recife        | Enderson Moreira    |
| Sport Recife        | Mariano Soso        |
| Sport Recife        | César Lucena        |
| Tombense            | Marcelo Chamusca    |
| Tombense            | João Burse          |
| Tombense            | Moacir Júnior       |
| Vila Nova           | Claudinei Oliveira  |
| Vila Nova           | Marquinhos Santos   |
| Vila Nova           | Lisca               |
| Vila Nova           | Higo Magalhães      |
| Vitória             | Léo Condé           |

## Clasificación
| Pos. | Equipo                  | Pts. | PJ | G  | E  | P  | GF | GC | Dif. |                         |
| ---- | ----------------------- | ---- | -- | -- | -- | -- | -- | -- | ---- | ----------------------- |
| 1    | Vitória (C, A)          | 72   | 38 | 22 | 6  | 10 | 50 | 31 | +19  | Ascienden a la Serie A  |
| 2    | Juventude (A)           | 65   | 38 | 18 | 11 | 9  | 42 | 31 | +11  | Ascienden a la Serie A  |
| 3    | Criciúma (A)            | 64   | 38 | 19 | 7  | 12 | 45 | 33 | +12  | Ascienden a la Serie A  |
| 4    | Atlético Goianiense (A) | 64   | 38 | 17 | 13 | 8  | 56 | 45 | +11  | Ascienden a la Serie A  |
| 5    | Novorizontino           | 63   | 38 | 19 | 6  | 13 | 48 | 30 | +18  |                         |
| 6    | Mirassol                | 63   | 38 | 18 | 9  | 11 | 42 | 31 | +11  |                         |
| 7    | Sport Recife            | 63   | 38 | 17 | 12 | 9  | 59 | 40 | +19  |                         |
| 8    | Vila Nova               | 61   | 38 | 17 | 10 | 11 | 49 | 30 | +19  |                         |
| 9    | CRB                     | 57   | 38 | 16 | 9  | 13 | 45 | 39 | +6   |                         |
| 10   | Guarani                 | 57   | 38 | 15 | 12 | 11 | 42 | 33 | +9   |                         |
| 11   | Ceará                   | 50   | 38 | 13 | 11 | 14 | 40 | 45 | −5   |                         |
| 12   | Botafogo-SP             | 47   | 38 | 12 | 11 | 15 | 25 | 42 | −17  |                         |
| 13   | Avaí                    | 44   | 38 | 10 | 14 | 14 | 31 | 48 | −17  |                         |
| 14   | Ituano                  | 42   | 38 | 9  | 15 | 14 | 33 | 38 | −5   |                         |
| 15   | Ponte Preta             | 42   | 38 | 9  | 15 | 14 | 24 | 35 | −11  |                         |
| 16   | Chapecoense             | 40   | 38 | 9  | 13 | 16 | 38 | 43 | −5   |                         |
| 17   | Sampaio Corrêa (D)      | 39   | 38 | 8  | 15 | 15 | 31 | 43 | −12  | Descienden a la Serie C |
| 18   | Tombense (D)            | 37   | 38 | 9  | 10 | 19 | 37 | 50 | −13  | Descienden a la Serie C |
| 19   | Londrina (D)            | 31   | 38 | 7  | 10 | 21 | 31 | 58 | −27  | Descienden a la Serie C |
| 20   | ABC (D)                 | 28   | 38 | 5  | 13 | 20 | 28 | 51 | −23  | Descienden a la Serie C |

Actualizado a los partidos jugados el 25 de noviembre de 2023.
 Fuente: CBF

## Evolución
| Jornada / Equipo    | 1   | 2    | 3    | 4     | 5     | 6   | 7   | 8    | 9   | 10  | 11  | 12  | 13  | 14  | 15  | 16 | 17  | 18  | 19  | 20  | 21  | 22  | 23  | 24  | 25 | 26 | 27 | 28 | 29 | 30 | 31 | 32 | 33 | 34 | 35 | 36 | 37 | 38 |
| Jornada / Equipo    |     |      |      |       |       |     |     |      |     |     |     |     |     |     |     |    |     |     |     |     |     |     |     |     |    |    |    |    |    |    |    |    |    |    |    |    |    |    |
| ------------------- | --- | ---- | ---- | ----- | ----- | --- | --- | ---- | --- | --- | --- | --- | --- | --- | --- | -- | --- | --- | --- | --- | --- | --- | --- | --- | -- | -- | -- | -- | -- | -- | -- | -- | -- | -- | -- | -- | -- | -- |
| Vitória             | 2   | 2    | 1    | 2*    | 2*    | 1   | 1   | 1    | 1   | 1   | 1   | 2   | 4   | 3   | 5   | 5  | 4   | 1   | 1   | 2   | 1   | 2   | 2   | 1   | 1  | 1  | 1  | 1  | 1  | 1  | 1  | 1  | 1  | 1  | 1  | 1  | 1  | 1  |
| Juventude           | 13  | 17   | 18   | 14    | 18    | 19  | 16  | 12   | 11  | 10  | 8   | 8   | 10  | 8   | 7   | 7  | 7   | 9   | 8   | 8   | 5   | 8   | 5   | 6   | 4  | 5  | 7  | 6  | 4  | 3  | 3  | 4  | 4  | 5  | 3  | 3  | 3  | 2  |
| Criciúma            | 3   | 3    | 4    | 1     | 1     | 2   | 4   | 3    | 4   | 4   | 5   | 4   | 6   | 5   | 3   | 2  | 2   | 3   | 5   | 6   | 4   | 5   | 4   | 5   | 3  | 4  | 6  | 5  | 6  | 7  | 7  | 8  | 6  | 4  | 2  | 2  | 2  | 3  |
| Atlético Goianiense | 9   | 5    | 7    | 6     | 3     | 3   | 2   | 5    | 7   | 9   | 10  | 10  | 8   | 11  | 10  | 11 | 9   | 11  | 11  | 11  | 11  | 11  | 9   | 8   | 8  | 8  | 8  | 8  | 7  | 6  | 5  | 3  | 3  | 3  | 4  | 4  | 5  | 4  |
| Novorizontino       | 14  | 9    | 10   | 7     | 7     | 10  | 9   | 7    | 2   | 3   | 3   | 1   | 1   | 2   | 4   | 4  | 5   | 4   | 2   | 1   | 3   | 3   | 3   | 3   | 5  | 3  | 4  | 4  | 3  | 5  | 6  | 6  | 7  | 6  | 6  | 7  | 6  | 5  |
| Mirassol            | 8   | 10   | 5    | 9     | 8     | 7   | 6   | 8    | 5   | 5   | 6   | 5   | 5   | 6   | 6   | 6  | 6   | 7   | 7   | 7   | 8   | 7   | 8   | 9   | 9  | 11 | 11 | 11 | 10 | 9  | 8  | 7  | 8  | 9  | 7  | 8  | 7  | 6  |
| Sport Recife        | 12* | 15** | 15** | 18*** | 14*** | 9** | 8** | 10** | 9** | 6** | 4** | 6** | 2*  | 4*  | 1*  | 3  | 3   | 5   | 4   | 3   | 2   | 1   | 1   | 2   | 2  | 2  | 2  | 3  | 2  | 2  | 2  | 2  | 2  | 2  | 5  | 5  | 8  | 7  |
| Vila Nova           | 6   | 8*   | 6*   | 4*    | 4*    | 6*  | 3*  | 2*   | 3*  | 2*  | 2*  | 3*  | 3   | 1   | 2   | 1  | 1   | 2   | 3   | 4   | 7   | 4   | 6   | 4   | 6  | 7  | 5  | 7  | 8  | 8  | 10 | 9  | 9  | 8  | 9  | 6  | 4  | 8  |
| CRB                 | 11* | 16*  | 19*  | 19*   | 19*   | 15* | 18* | 18*  | 19* | 17* | 14* | 14* | 14* | 14* | 13* | 12 | 12* | 13* | 12* | 12* | 12* | 12* | 12* | 12* | 10 | 9  | 9  | 9  | 9  | 10 | 9  | 10 | 10 | 10 | 10 | 10 | 9  | 9  |
| Guaraní             | 1   | 1    | 2    | 3     | 5     | 4   | 5   | 6    | 8   | 11  | 11  | 11  | 9   | 7   | 9   | 8  | 8   | 6   | 6   | 5   | 6   | 6   | 7   | 7   | 7  | 6  | 3  | 2  | 5  | 4  | 4  | 5  | 5  | 7  | 8  | 9  | 10 | 10 |
| Ceará               | 17  | 20   | 13   | 15*   | 16*   | 13  | 11  | 9    | 10  | 8   | 7   | 7   | 7   | 9   | 11  | 9  | 10  | 8   | 10  | 10  | 10  | 9   | 10  | 10  | 11 | 10 | 10 | 10 | 11 | 11 | 11 | 11 | 11 | 11 | 11 | 11 | 11 | 11 |
| Botafogo-SP         | 5   | 4    | 3    | 5     | 6     | 5   | 7   | 4    | 6   | 7   | 9   | 9   | 11  | 10  | 8   | 10 | 11* | 10* | 9*  | 9*  | 9*  | 10* | 11* | 11* | 12 | 12 | 12 | 12 | 12 | 12 | 12 | 12 | 12 | 12 | 12 | 12 | 12 | 12 |
| Avaí                | 19  | 12   | 12   | 16    | 10    | 14  | 15  | 16   | 17  | 18  | 18  | 19  | 18  | 18  | 19  | 19 | 20* | 19* | 18* | 18* | 18* | 16* | 16* | 15* | 15 | 16 | 15 | 16 | 16 | 16 | 15 | 15 | 13 | 13 | 13 | 13 | 13 | 13 |
| Ituano              | 4   | 11   | 11   | 8     | 9     | 11  | 14  | 15   | 13  | 13  | 13  | 13  | 13  | 13  | 12  | 14 | 14  | 14  | 14  | 14  | 13  | 14  | 14  | 13  | 13 | 13 | 13 | 13 | 14 | 13 | 14 | 14 | 14 | 14 | 15 | 14 | 14 | 14 |
| Ponte Preta         | 20  | 18   | 17   | 12    | 13    | 17  | 17  | 17   | 15  | 15  | 15  | 15  | 15  | 15  | 14  | 13 | 13  | 12  | 13  | 13  | 14  | 13  | 13  | 14  | 14 | 14 | 14 | 14 | 15 | 15 | 16 | 16 | 16 | 16 | 17 | 15 | 16 | 15 |
| Chapecoense         | 16  | 6    | 8    | 10    | 11    | 8   | 12  | 13   | 16  | 16  | 17  | 17  | 17  | 16  | 17  | 16 | 17* | 17* | 17* | 17* | 17* | 19* | 19* | 17* | 16 | 15 | 17 | 17 | 17 | 17 | 17 | 17 | 17 | 18 | 18 | 17 | 18 | 16 |
| Sampaio Corrêa      | 10  | 14   | 16   | 17    | 12    | 16  | 13  | 14   | 12  | 12  | 12  | 12  | 12  | 12  | 15  | 15 | 15  | 15  | 15  | 15  | 15  | 15  | 15  | 16  | 17 | 17 | 16 | 15 | 13 | 14 | 13 | 13 | 15 | 15 | 16 | 18 | 15 | 17 |
| Tombense            | 18  | 7    | 9    | 11*   | 15*   | 18  | 19  | 19   | 18  | 19  | 19  | 18  | 19  | 19  | 16  | 17 | 16  | 16  | 16  | 16  | 16  | 17  | 17  | 18  | 18 | 18 | 18 | 18 | 18 | 18 | 18 | 18 | 18 | 17 | 14 | 16 | 17 | 18 |
| Londrina            | 7   | 13   | 14   | 13    | 17    | 12  | 10  | 11   | 14  | 14  | 16  | 16  | 16  | 17  | 18  | 18 | 18  | 18  | 19  | 19  | 19  | 18  | 18  | 19  | 19 | 19 | 19 | 19 | 19 | 19 | 19 | 19 | 19 | 19 | 19 | 19 | 19 | 19 |
| ABC                 | 15  | 19   | 20   | 20    | 20    | 20  | 20  | 20   | 20  | 20  | 20  | 20  | 20  | 20  | 20  | 20 | 19  | 20  | 20  | 20  | 20  | 20  | 20  | 20  | 20 | 20 | 20 | 20 | 20 | 20 | 20 | 20 | 20 | 20 | 20 | 20 | 20 | 20 |

Nota 1:
* Indica la posición del equipo con un partido pendiente.

Nota 2:
** Indica la posición del equipo con dos partidos pendientes.

Nota 3:
*** Indica la posición del equipo con tres partidos pendientes.

## Resultados
- Los horarios corresponden a la hora local de Brasil (UTC-3).

### Primera rueda
| Jornada 1      | Jornada 1 | Jornada 1           | Jornada 1                   | Jornada 1   | Jornada 1 | Jornada 1 |
| Local          | Resultado | Visitante           | Estadio                     | Fecha       | Hora      |           |
| -------------- | --------- | ------------------- | --------------------------- | ----------- | --------- | --------- |
| Guarani        | 4 - 1     | Avaí                | Brinco de Ouro da Princesa  | 14 de abril | 19:00     |           |
| Ituano         | 2 - 0     | Ceará               | Novelli Júnior              | 14 de abril | 21:30     |           |
| Vila Nova      | 2 - 1     | Novorizontino       | Onésio Brasileiro Alvarenga | 15 de abril | 16:00     |           |
| Mirassol       | 1 - 0     | Chapecoense         | Maião                       | 15 de abril | 17:00     |           |
| Sampaio Corrêa | 3 - 3     | Atlético Goianiense | Castelão (MA)               | 15 de abril | 17:00     |           |
| Juventude      | 1 - 2     | Botafogo-SP         | Alfredo Jaconi              | 15 de abril | 18:15     |           |
| Criciúma       | 2 - 0     | Tombense            | Heriberto Hülse             | 16 de abril | 11:00     |           |
| Londrina       | 1 - 0     | ABC                 | Café                        | 16 de abril | 15:30     |           |
| Vitória        | 3 - 0     | Ponte Preta         | Barradão                    | 16 de abril | 18:00     |           |
| CRB            | 2 - 0     | Sport Recife        | Rei Pelé                    | 5 de julio  | 19:00     |           |

| Jornada 2           | Jornada 2 | Jornada 2      | Jornada 2              | Jornada 2   | Jornada 2 | Jornada 2 |
| Local               | Resultado | Visitante      | Estadio                | Fecha       | Hora      |           |
| ------------------- | --------- | -------------- | ---------------------- | ----------- | --------- | --------- |
| Atlético Goianiense | 2 - 1     | CRB            | Antônio Accioly        | 21 de abril | 16:30     |           |
| Botafogo-SP         | 1 - 0     | Sampaio Corrêa | Santa Cruz             | 21 de abril | 19:00     |           |
| Ponte Preta         | 1 - 2     | Criciúma       | Moisés Lucarelli       | 21 de abril | 21:30     |           |
| Tombense            | 3 - 0     | Ituano         | Soares de Azevedo      | 22 de abril | 11:00     |           |
| Avaí                | 1 - 0     | Mirassol       | Ressacada              | 22 de abril | 16:00     |           |
| Novorizontino       | 1 - 0     | Juventude      | Jorge Ismael de Biasi  | 22 de abril | 17:00     |           |
| Ceará               | 0 - 3     | Guarani        | Presidente Vargas (CE) | 22 de abril | 18:15     |           |
| Chapecoense         | 3 - 0     | Londrina       | Arena Condá            | 23 de abril | 15:30     |           |
| ABC                 | 0 - 3     | Vitória        | Frasqueirão            | 23 de abril | 18:00     |           |
| Sport Recife        | 1 - 0     | Vila Nova      | Ilha do Retiro         | 18 de junio | 18:00     |           |

| Jornada 3      | Jornada 3 | Jornada 3           | Jornada 3                   | Jornada 3   | Jornada 3 | Jornada 3 |
| Local          | Resultado | Visitante           | Estadio                     | Fecha       | Hora      |           |
| -------------- | --------- | ------------------- | --------------------------- | ----------- | --------- | --------- |
| Criciúma       | 1 - 0     | Avaí                | Heriberto Hülse             | 28 de abril | 19:00     |           |
| Vitória        | 2 - 0     | Londrina            | Barradão                    | 28 de abril | 19:00     |           |
| Guarani        | 1 - 0     | Ituano              | Brinco de Ouro da Princesa  | 28 de abril | 21:30     |           |
| Sampaio Corrêa | 1 - 3     | Mirassol            | Castelão (MA)               | 29 de abril | 16:00     |           |
| Chapecoense    | 1 - 1     | Ponte Preta         | Arena Condá                 | 29 de abril | 17:00     |           |
| Botafogo-SP    | 2 - 0     | CRB                 | Santa Cruz                  | 29 de abril | 17:00     |           |
| Tombense       | 1 - 1     | Atlético Goianiense | Soares de Azevedo           | 29 de abril | 18:15     |           |
| Novorizontino  | 0 - 0     | Sport Recife        | Jorge Ismael de Biasi       | 30 de abril | 15:30     |           |
| ABC            | 1 - 2     | Ceará               | Frasqueirão                 | 30 de abril | 18:00     |           |
| Vila Nova      | 1 - 0     | Juventude           | Onésio Brasileiro Alvarenga | 30 de abril | 18:15     |           |

| Jornada 4           | Jornada 4 | Jornada 4      | Jornada 4              | Jornada 4  | Jornada 4 | Jornada 4 |
| Local               | Resultado | Visitante      | Estadio                | Fecha      | Hora      |           |
| ------------------- | --------- | -------------- | ---------------------- | ---------- | --------- | --------- |
| Londrina            | 1 - 1     | Criciúma       | Café                   | 1 de mayo  | 16:00     |           |
| CRB                 | 0 - 0     | Sampaio Corrêa | Rei Pelé               | 2 de mayo  | 19:00     |           |
| Ponte Preta         | 2 - 0     | Botafogo-SP    | Moisés Lucarelli       | 2 de mayo  | 19:00     |           |
| Atlético Goianiense | 2 - 1     | Chapecoense    | Antônio Accioly        | 2 de mayo  | 21:30     |           |
| Ituano              | 3 - 0     | ABC            | Novelli Júnior         | 3 de mayo  | 19:00     |           |
| Mirassol            | 0 - 2     | Novorizontino  | Maião                  | 3 de mayo  | 19:00     |           |
| Juventude           | 1 - 0     | Guarani        | Alfredo Jaconi         | 3 de mayo  | 19:00     |           |
| Avaí                | 0 - 3     | Vila Nova      | Ressacada              | 3 de mayo  | 21:15     |           |
| Ceará               | 0 - 2     | Vitória        | Presidente Vargas (CE) | 10 de mayo | 19:00     |           |
| Sport Recife        | 3 - 2     | Tombense       | Ilha do Retiro         | 10 de mayo | 21:30     |           |

| Jornada 5           | Jornada 5 | Jornada 5     | Jornada 5         | Jornada 5 | Jornada 5 | Jornada 5 |
| Local               | Resultado | Visitante     | Estadio           | Fecha     | Hora      |           |
| ------------------- | --------- | ------------- | ----------------- | --------- | --------- | --------- |
| Botafogo-SP         | 0 - 3     | Vitória       | Santa Cruz        | 5 de mayo | 21:30     |           |
| Criciúma            | 2 - 1     | Ituano        | Heriberto Hülse   | 6 de mayo | 16:00     |           |
| Tombense            | 0 - 1     | Avaí          | Soares de Azevedo | 6 de mayo | 18:15     |           |
| Sampaio Corrêa      | 2 - 1     | Juventude     | Castelão (MA)     | 6 de mayo | 18:15     |           |
| Mirassol            | 1 - 1     | Vila Nova     | Maião             | 6 de mayo | 18:15     |           |
| CRB                 | 1 - 1     | ABC           | Rei Pelé          | 6 de mayo | 20:30     |           |
| Chapecoense         | 1 - 1     | Novorizontino | Arena Condá       | 6 de mayo | 20:30     |           |
| Ponte Preta         | 0 - 0     | Ceará         | Moisés Lucarelli  | 7 de mayo | 11:00     |           |
| Sport Recife        | 2 - 0     | Guarani       | Ilha do Retiro    | 7 de mayo | 19:00     |           |
| Atlético Goianiense | 2 - 1     | Londrina      | Antônio Accioly   | 8 de mayo | 20:00     |           |

| Jornada 6     | Jornada 6 | Jornada 6           | Jornada 6                   | Jornada 6  | Jornada 6 | Jornada 6 |
| Local         | Resultado | Visitante           | Estadio                     | Fecha      | Hora      |           |
| ------------- | --------- | ------------------- | --------------------------- | ---------- | --------- | --------- |
| Vila Nova     | 0 - 0     | Criciúma            | Onésio Brasileiro Alvarenga | 12 de mayo | 19:00     |           |
| Avaí          | 1 - 4     | Chapecoense         | Ressacada                   | 12 de mayo | 21:30     |           |
| Juventude     | 0 - 1     | Mirassol            | Alfredo Jaconi              | 13 de mayo | 16:00     |           |
| Guarani       | 2 - 0     | Sampaio Corrêa      | Brinco de Ouro da Princesa  | 13 de mayo | 17:00     |           |
| Novorizontino | 0 - 1     | CRB                 | Jorge Ismael de Biasi       | 13 de mayo | 17:00     |           |
| Ceará         | 2 - 0     | Tombense            | Presidente Vargas (CE)      | 13 de mayo | 18:15     |           |
| Londrina      | 3 - 0     | Ponte Preta         | Café                        | 14 de mayo | 15:30     |           |
| Vitória       | 2 - 3     | Atlético Goianiense | Barradão                    | 14 de mayo | 18:00     |           |
| ABC           | 1 - 2     | Botafogo-SP         | Frasqueirão                 | 14 de mayo | 18:00     |           |
| Ituano        | 1 - 1     | Sport Recife        | Novelli Júnior              | 14 de mayo | 20:30     |           |

| Jornada 7           | Jornada 7 | Jornada 7     | Jornada 7         | Jornada 7  | Jornada 7 | Jornada 7 |
| Local               | Resultado | Visitante     | Estadio           | Fecha      | Hora      |           |
| ------------------- | --------- | ------------- | ----------------- | ---------- | --------- | --------- |
| Mirassol            | 2 - 0     | Vitória       | Maião             | 19 de mayo | 19:00     |           |
| Tombense            | 0 - 2     | Londrina      | Soares de Azevedo | 19 de mayo | 19:00     |           |
| Atlético Goianiense | 0 - 0     | Avaí          | Antônio Accioly   | 19 de mayo | 21:30     |           |
| Sport Recife        | 3 - 0     | Botafogo-SP   | Ilha do Retiro    | 20 de mayo | 16:00     |           |
| Ituano              | 0 - 2     | Novorizontino | Novelli Júnior    | 20 de mayo | 17:00     |           |
| Sampaio Corrêa      | 1 - 0     | ABC           | Castelão (MA)     | 20 de mayo | 17:00     |           |
| Chapecoense         | 0 - 2     | Juventude     | Arena Condá       | 21 de mayo | 11:00     |           |
| Criciúma            | 1 - 2     | Ceará         | Heriberto Hülse   | 21 de mayo | 15:30     |           |
| Ponte Preta         | 1 - 1     | Guarani       | Moisés Lucarelli  | 21 de mayo | 18:00     |           |
| CRB                 | 0 - 3     | Vila Nova     | Rei Pelé          | 21 de mayo | 18:15     |           |

| Jornada 8      | Jornada 8 | Jornada 8           | Jornada 8                   | Jornada 8  | Jornada 8 | Jornada 8 |
| Local          | Resultado | Visitante           | Estadio                     | Fecha      | Hora      |           |
| -------------- | --------- | ------------------- | --------------------------- | ---------- | --------- | --------- |
| Botafogo-SP    | 1 - 0     | Mirassol            | Santa Cruz                  | 23 de mayo | 19:00     |           |
| ABC            | 1 - 0     | Tombense            | Frasqueirão                 | 23 de mayo | 21:30     |           |
| Novorizontino  | 2 - 0     | Avaí                | Jorge Ismael de Biasi       | 23 de mayo | 21:30     |           |
| Juventude      | 3 - 0     | Atlético Goianiense | Alfredo Jaconi              | 24 de mayo | 19:00     |           |
| Londrina       | 1 - 3     | Ceará               | Café                        | 24 de mayo | 19:00     |           |
| Vitória        | 1 - 0     | CRB                 | Barradão                    | 24 de mayo | 19:00     |           |
| Vila Nova      | 1 - 0     | Ituano              | Onésio Brasileiro Alvarenga | 24 de mayo | 19:00     |           |
| Guarani        | 3 - 3     | Chapecoense         | Brinco de Ouro da Princesa  | 24 de mayo | 21:15     |           |
| Sampaio Corrêa | 0 - 0     | Ponte Preta         | Castelão (MA)               | 24 de mayo | 21:30     |           |
| Criciúma       | 1 - 0     | Sport Recife        | Heriberto Hülse             | 24 de mayo | 21:30     |           |

| Jornada 9           | Jornada 9 | Jornada 9      | Jornada 9         | Jornada 9  | Jornada 9 | Jornada 9 |
| Local               | Resultado | Visitante      | Estadio           | Fecha      | Hora      |           |
| ------------------- | --------- | -------------- | ----------------- | ---------- | --------- | --------- |
| Ituano              | 3 - 1     | Londrina       | Novelli Júnior    | 27 de mayo | 17:00     |           |
| CRB                 | 1 - 2     | Juventude      | Rei Pelé          | 27 de mayo | 17:00     |           |
| Avaí                | 1 - 1     | Vitória        | Ressacada         | 27 de mayo | 17:30     |           |
| Atlético Goianiense | 1 - 1     | Botafogo-SP    | Antônio Accioly   | 27 de mayo | 18:15     |           |
| Ponte Preta         | 1 - 0     | Vila Nova      | Moisés Lucarelli  | 28 de mayo | 11:00     |           |
| Mirassol            | 1 - 0     | Criciúma       | Maião             | 28 de mayo | 15:30     |           |
| Ceará               | 0 - 3     | Novorizontino  | Castelão (CE)     | 28 de mayo | 15:30     |           |
| Sport Recife        | 4 - 1     | ABC            | Ilha do Retiro    | 28 de mayo | 18:00     |           |
| Tombense            | 1 - 1     | Guarani        | Soares de Azevedo | 28 de mayo | 18:15     |           |
| Chapecoense         | 0 - 1     | Sampaio Corrêa | Arena Condá       | 29 de mayo | 20:00     |           |

| Jornada 10  | Jornada 10 | Jornada 10          | Jornada 10                  | Jornada 10 | Jornada 10 | Jornada 10 |
| Local       | Resultado  | Visitante           | Estadio                     | Fecha      | Hora       |            |
| ----------- | ---------- | ------------------- | --------------------------- | ---------- | ---------- | ---------- |
| Botafogo-SP | 0 - 0      | Tombense            | Santa Cruz                  | 2 de junio | 19:00      |            |
| Ceará       | 2 - 0      | Chapecoense         | Castelão (CE)               | 2 de junio | 19:00      |            |
| Vitória     | 3 - 0      | Ituano              | Barradão                    | 2 de junio | 21:30      |            |
| Criciúma    | 3 - 0      | Atlético Goianiense | Heriberto Hülse             | 2 de junio | 21:30      |            |
| Juventude   | 3 - 2      | Avaí                | Alfredo Jaconi              | 3 de junio | 16:00      |            |
| Mirassol    | 1 - 0      | Ponte Preta         | Maião                       | 3 de junio | 17:00      |            |
| ABC         | 0 - 1      | Novorizontino       | Frasqueirão                 | 3 de junio | 17:00      |            |
| Vila Nova   | 3 - 0      | Sampaio Corrêa      | Onésio Brasileiro Alvarenga | 3 de junio | 19:00      |            |
| Guarani     | 0 - 1      | CRB                 | Brinco de Ouro da Princesa  | 4 de junio | 15:30      |            |
| Londrina    | 1 - 2      | Sport Recife        | Café                        | 4 de junio | 18:00      |            |

| Jornada 11          | Jornada 11 | Jornada 11 | Jornada 11            | Jornada 11 | Jornada 11 | Jornada 11 |
| Local               | Resultado  | Visitante  | Estadio               | Fecha      | Hora       |            |
| ------------------- | ---------- | ---------- | --------------------- | ---------- | ---------- | ---------- |
| Chapecoense         | 0 - 1      | Vila Nova  | Arena Condá           | 6 de junio | 19:00      |            |
| Ponte Preta         | 0 - 0      | ABC        | Moisés Lucarelli      | 6 de junio | 19:00      |            |
| Tombense            | 1 - 2      | Vitória    | Soares de Azevedo     | 6 de junio | 19:00      |            |
| Atlético Goianiense | 0 - 3      | Ceará      | Antônio Accioly       | 6 de junio | 21:30      |            |
| Botafogo-SP         | 0 - 2      | Ituano     | Santa Cruz            | 6 de junio | 21:30      |            |
| Novorizontino       | 1 - 0      | Guarani    | Jorge Ismael de Biasi | 7 de junio | 19:00      |            |
| Sport Recife        | 2 - 1      | Avaí       | Ilha do Retiro        | 7 de junio | 19:00      |            |
| Sampaio Corrêa      | 2 - 0      | Londrina   | Castelão (MA)         | 7 de junio | 19:00      |            |
| CRB                 | 2 - 0      | Mirassol   | Rei Pelé              | 7 de junio | 21:30      |            |
| Criciúma            | 0 - 1      | Juventude  | Heriberto Hülse       | 8 de junio | 16:00      |            |

| Jornada 12    | Jornada 12 | Jornada 12          | Jornada 12                  | Jornada 12  | Jornada 12 | Jornada 12 |
| Local         | Resultado  | Visitante           | Estadio                     | Fecha       | Hora       |            |
| ------------- | ---------- | ------------------- | --------------------------- | ----------- | ---------- | ---------- |
| ABC           | 1 - 1      | Chapecoense         | Frasqueirão                 | 9 de junio  | 21:30      |            |
| Vila Nova     | 0 - 0      | Guarani             | Onésio Brasileiro Alvarenga | 10 de junio | 16:00      |            |
| Ituano        | 1 - 1      | Atlético Goianiense | Novelli Júnior              | 10 de junio | 17:00      |            |
| Novorizontino | 1 - 0      | Sampaio Corrêa      | Jorge Ismael de Biasi       | 10 de junio | 17:00      |            |
| Ceará         | 1 - 3      | CRB                 | Castelão (CE)               | 10 de junio | 19:30      |            |
| Ponte Preta   | 1 - 1      | Sport Recife        | Moisés Lucarelli            | 11 de junio | 11:00      |            |
| Londrina      | 1 - 2      | Mirassol            | Café                        | 11 de junio | 11:00      |            |
| Avaí          | 1 - 1      | Botafogo-SP         | Ressacada                   | 11 de junio | 15:30      |            |
| Vitória       | 0 - 1      | Criciúma            | Barradão                    | 11 de junio | 18:00      |            |
| Juventude     | 1 - 2      | Tombense            | Alfredo Jaconi              | 11 de junio | 18:15      |            |

| Jornada 13          | Jornada 13 | Jornada 13    | Jornada 13                 | Jornada 13  | Jornada 13 | Jornada 13 |
| Local               | Resultado  | Visitante     | Estadio                    | Fecha       | Hora       |            |
| ------------------- | ---------- | ------------- | -------------------------- | ----------- | ---------- | ---------- |
| CRB                 | 2 - 2      | Ituano        | Rei Pelé                   | 21 de junio | 19:00      |            |
| Sport Recife        | 3 - 0      | Juventude     | Ilha do Retiro             | 22 de junio | 21:30      |            |
| Atlético Goianiense | 1 - 0      | Ponte Preta   | Antônio Accioly            | 23 de junio | 19:00      |            |
| Botafogo-SP         | 0 - 3      | Vila Nova     | Santa Cruz                 | 24 de junio | 11:00      |            |
| Avaí                | 0 - 0      | Londrina      | Ressacada                  | 24 de junio | 16:00      |            |
| Chapecoense         | 1 - 1      | Criciúma      | Arena Condá                | 24 de junio | 17:00      |            |
| Tombense            | 1 - 2      | Novorizontino | Soares de Azevedo          | 24 de junio | 18:15      |            |
| Mirassol            | 3 - 2      | ABC           | Maião                      | 25 de junio | 11:00      |            |
| Sampaio Corrêa      | 1 - 1      | Ceará         | Castelão (MA)              | 25 de junio | 15:30      |            |
| Guarani             | 2 - 0      | Vitória       | Brinco de Ouro da Princesa | 25 de junio | 18:00      |            |

| Jornada 14    | Jornada 14 | Jornada 14          | Jornada 14                  | Jornada 14  | Jornada 14 | Jornada 14 |
| Local         | Resultado  | Visitante           | Estadio                     | Fecha       | Hora       |            |
| ------------- | ---------- | ------------------- | --------------------------- | ----------- | ---------- | ---------- |
| Criciúma      | 2 - 1      | CRB                 | Heriberto Hülse             | 27 de junio | 19:00      |            |
| Chapecoense   | 1 - 1      | Sport Recife        | Arena Condá                 | 27 de junio | 19:00      |            |
| Novorizontino | 0 - 1      | Botafogo-SP         | Jorge Ismael de Biasi       | 27 de junio | 21:30      |            |
| Vila Nova     | 1 - 0      | Tombense            | Onésio Brasileiro Alvarenga | 27 de junio | 21:30      |            |
| Ceará         | 0 - 0      | Avaí                | Castelão (CE)               | 28 de junio | 19:00      |            |
| ABC           | 1 - 1      | Atlético Goianiense | Frasqueirão                 | 28 de junio | 19:00      |            |
| Londrina      | 1 - 2      | Juventude           | Café                        | 28 de junio | 21:30      |            |
| Vitória       | 2 - 1      | Sampaio Corrêa      | Barradão                    | 28 de junio | 21:30      |            |
| Ituano        | 0 - 1      | Ponte Preta         | Novelli Júnior              | 28 de junio | 21:30      |            |
| Guarani       | 2 - 1      | Mirassol            | Brinco de Ouro da Princesa  | 28 de junio | 21:30      |            |

| Jornada 15          | Jornada 15 | Jornada 15    | Jornada 15        | Jornada 15  | Jornada 15 | Jornada 15 |
| Local               | Resultado  | Visitante     | Estadio           | Fecha       | Hora       |            |
| ------------------- | ---------- | ------------- | ----------------- | ----------- | ---------- | ---------- |
| Tombense            | 4 - 2      | Chapecoense   | Soares de Azevedo | 30 de junio | 21:30      |            |
| Atlético Goianiense | 1 - 1      | Vila Nova     | Antônio Accioly   | 1 de julio  | 16:00      |            |
| Avaí                | 0 - 2      | ABC           | Ressacada         | 1 de julio  | 17:00      |            |
| Sampaio Corrêa      | 0 - 2      | Criciúma      | Castelão (MA)     | 1 de julio  | 17:00      |            |
| CRB                 | 2 - 1      | Londrina      | Rei Pelé          | 1 de julio  | 18:15      |            |
| Juventude           | 1 - 0      | Vitória       | Alfredo Jaconi    | 2 de julio  | 15:30      |            |
| Sport Recife        | 2 - 0      | Ceará         | Ilha do Retiro    | 2 de julio  | 18:00      |            |
| Ponte Preta         | 1 - 0      | Novorizontino | Moisés Lucarelli  | 2 de julio  | 20:30      |            |
| Mirassol            | 0 - 1      | Ituano        | Maião             | 3 de julio  | 18:00      |            |
| Botafogo-SP         | 1 - 0      | Guarani       | Santa Cruz        | 3 de julio  | 20:15      |            |

| Jornada 16    | Jornada 16 | Jornada 16          | Jornada 16                  | Jornada 16  | Jornada 16 | Jornada 16 |
| Local         | Resultado  | Visitante           | Estadio                     | Fecha       | Hora       |            |
| ------------- | ---------- | ------------------- | --------------------------- | ----------- | ---------- | ---------- |
| Novorizontino | 2 - 2      | Atlético Goianiense | Jorge Ismael de Biasi       | 7 de julio  | 19:00      |            |
| Ceará         | 3 - 0      | Botafogo-SP         | Castelão (CE)               | 7 de julio  | 21:30      |            |
| Guarani       | 2 - 1      | Londrina            | Brinco de Ouro da Princesa  | 8 de julio  | 11:00      |            |
| ABC           | 0 - 1      | Criciúma            | Frasqueirão                 | 8 de julio  | 15:30      |            |
| Ituano        | 1 - 1      | Juventude           | Novelli Júnior              | 8 de julio  | 17:00      |            |
| Avaí          | 0 - 1      | Ponte Preta         | Ressacada                   | 8 de julio  | 17:00      |            |
| Tombense      | 0 - 1      | Sampaio Corrêa      | Soares de Azevedo           | 8 de julio  | 18:00      |            |
| Chapecoense   | 2 - 1      | CRB                 | Arena Condá                 | 9 de julio  | 15:30      |            |
| Sport Recife  | 0 - 0      | Mirassol            | Ilha do Retiro              | 9 de julio  | 18:00      |            |
| Vila Nova     | 1 - 0      | Vitória             | Onésio Brasileiro Alvarenga | 10 de julio | 20:00      |            |

| Jornada 17          | Jornada 17 | Jornada 17    | Jornada 17       | Jornada 17   | Jornada 17 | Jornada 17 |
| Local               | Resultado  | Visitante     | Estadio          | Fecha        | Hora       |            |
| ------------------- | ---------- | ------------- | ---------------- | ------------ | ---------- | ---------- |
| Criciúma            | 1 - 1      | Guarani       | Heriberto Hülse  | 13 de julio  | 20:00      |            |
| Sampaio Corrêa      | 0 - 0      | Ituano        | Castelão (MA)    | 14 de julio  | 21:30      |            |
| Atlético Goianiense | 3 - 1      | Sport Recife  | Antônio Accioly  | 14 de julio  | 21:30      |            |
| Juventude           | 1 - 1      | ABC           | Alfredo Jaconi   | 15 de julio  | 11:00      |            |
| Ponte Preta         | 0 - 1      | Tombense      | Moisés Lucarelli | 15 de julio  | 17:00      |            |
| Londrina            | 1 - 0      | Vila Nova     | Café             | 15 de julio  | 17:00      |            |
| Mirassol            | 1 - 1      | Ceará         | Maião            | 16 de julio  | 15:30      |            |
| Vitória             | 2 - 1      | Novorizontino | Barradão         | 16 de julio  | 18:00      |            |
| CRB                 | 1 - 1      | Avaí          | Rei Pelé         | 23 de agosto | 19:00      |            |
| Botafogo-SP         | 1 - 2      | Chapecoense   | Santa Cruz       | 23 de agosto | 21:30      |            |

| Jornada 18          | Jornada 18 | Jornada 18     | Jornada 18            | Jornada 18  | Jornada 18 | Jornada 18 |
| Local               | Resultado  | Visitante      | Estadio               | Fecha       | Hora       |            |
| ------------------- | ---------- | -------------- | --------------------- | ----------- | ---------- | ---------- |
| Botafogo-SP         | 1 - 0      | Criciúma       | Santa Cruz            | 17 de julio | 20:00      |            |
| Tombense            | 2 - 1      | CRB            | Soares de Azevedo     | 18 de julio | 18:00      |            |
| Chapecoense         | 1 - 0      | Ituano         | Arena Condá           | 18 de julio | 19:00      |            |
| Ponte Preta         | 0 - 0      | Juventude      | Moisés Lucarelli      | 18 de julio | 21:30      |            |
| Atlético Goianiense | 2 - 2      | Mirassol       | Antônio Accioly       | 19 de julio | 19:00      |            |
| Novorizontino       | 3 - 0      | Londrina       | Jorge Ismael de Biasi | 19 de julio | 19:00      |            |
| Ceará               | 1 - 0      | Vila Nova      | Castelão (CE)         | 19 de julio | 21:30      |            |
| ABC                 | 0 - 1      | Guarani        | Arena das Dunas       | 19 de julio | 21:30      |            |
| Sport Recife        | 1 - 2      | Vitória        | Ilha do Retiro        | 19 de julio | 21:30      |            |
| Avaí                | 2 - 0      | Sampaio Corrêa | Ressacada             | 19 de julio | 21:30      |            |

| Jornada 19     | Jornada 19 | Jornada 19          | Jornada 19                  | Jornada 19  | Jornada 19 | Jornada 19 |
| Local          | Resultado  | Visitante           | Estadio                     | Fecha       | Hora       |            |
| -------------- | ---------- | ------------------- | --------------------------- | ----------- | ---------- | ---------- |
| CRB            | 1 - 0      | Ponte Preta         | Rei Pelé                    | 21 de julio | 19:00      |            |
| Mirassol       | 2 - 0      | Tombense            | Maião                       | 22 de julio | 15:30      |            |
| Vila Nova      | 1 - 1      | ABC                 | Onésio Brasileiro Alvarenga | 22 de julio | 17:00      |            |
| Criciúma       | 0 - 1      | Novorizontino       | Heriberto Hülse             | 22 de julio | 17:00      |            |
| Ituano         | 0 - 1      | Avaí                | Novelli Júnior              | 22 de julio | 18:00      |            |
| Guarani        | 1 - 0      | Atlético Goianiense | Brinco de Ouro da Princesa  | 23 de julio | 11:00      |            |
| Juventude      | 1 - 0      | Ceará               | Alfredo Jaconi              | 23 de julio | 15:30      |            |
| Sampaio Corrêa | 1 - 2      | Sport Recife        | Castelão (MA)               | 23 de julio | 18:00      |            |
| Londrina       | 1 - 2      | Botafogo-SP         | Café                        | 24 de julio | 19:00      |            |
| Vitória        | 1 - 0      | Chapecoense         | Barradão                    | 24 de julio | 19:00      |            |

### Segunda rueda
| Jornada 20          | Jornada 20 | Jornada 20     | Jornada 20            | Jornada 20  | Jornada 20 | Jornada 20 |
| Local               | Resultado  | Visitante      | Estadio               | Fecha       | Hora       |            |
| ------------------- | ---------- | -------------- | --------------------- | ----------- | ---------- | ---------- |
| Ceará               | 1 - 1      | Ituano         | Castelão (CE)         | 28 de julio | 19:00      |            |
| Sport Recife        | 2 - 0      | CRB            | Ilha do Retiro        | 28 de julio | 21:30      |            |
| Chapecoense         | 0 - 1      | Mirassol       | Arena Condá           | 29 de julio | 11:00      |            |
| Botafogo-SP         | 0 - 2      | Juventude      | Palma Travassos       | 29 de julio | 15:30      |            |
| ABC                 | 0 - 0      | Londrina       | Arena das Dunas       | 29 de julio | 17:00      |            |
| Avaí                | 1 - 2      | Guarani        | Ressacada             | 29 de julio | 17:00      |            |
| Atlético Goianiense | 2 - 2      | Sampaio Corrêa | Antônio Accioly       | 29 de julio | 18:00      |            |
| Tombense            | 2 - 2      | Criciúma       | Soares de Azevedo     | 30 de julio | 11:00      |            |
| Novorizontino       | 3 - 1      | Vila Nova      | Jorge Ismael de Biasi | 30 de julio | 15:30      |            |
| Ponte Preta         | 2 - 2      | Vitória        | Moisés Lucarelli      | 30 de julio | 18:00      |            |

| Jornada 21     | Jornada 21 | Jornada 21          | Jornada 21                  | Jornada 21  | Jornada 21 | Jornada 21 |
| Local          | Resultado  | Visitante           | Estadio                     | Fecha       | Hora       |            |
| -------------- | ---------- | ------------------- | --------------------------- | ----------- | ---------- | ---------- |
| Mirassol       | 2 - 2      | Avaí                | Maião                       | 1 de agosto | 19:00      |            |
| Sampaio Corrêa | 0 - 0      | Botafogo-SP         | Castelão (MA)               | 1 de agosto | 19:00      |            |
| CRB            | 2 - 1      | Atlético Goianiense | Rei Pelé                    | 1 de agosto | 21:30      |            |
| Criciúma       | 2 - 1      | Ponte Preta         | Heriberto Hülse             | 2 de agosto | 19:00      |            |
| Ituano         | 1 - 0      | Tombense            | Novelli Júnior              | 2 de agosto | 19:00      |            |
| Vila Nova      | 0 - 1      | Sport Recife        | Onésio Brasileiro Alvarenga | 2 de agosto | 21:30      |            |
| Vitória        | 2 - 0      | ABC                 | Barradão                    | 2 de agosto | 21:30      |            |
| Juventude      | 1 - 0      | Novorizontino       | Alfredo Jaconi              | 2 de agosto | 21:30      |            |
| Londrina       | 1 - 1      | Chapecoense         | Café                        | 2 de agosto | 21:30      |            |
| Guarani        | 0 - 0      | Ceará               | Brinco de Ouro da Princesa  | 2 de agosto | 21:30      |            |

| Jornada 22          | Jornada 22 | Jornada 22     | Jornada 22       | Jornada 22  | Jornada 22 | Jornada 22 |
| Local               | Resultado  | Visitante      | Estadio          | Fecha       | Hora       |            |
| ------------------- | ---------- | -------------- | ---------------- | ----------- | ---------- | ---------- |
| Mirassol            | 0 - 0      | Sampaio Corrêa | Maião            | 4 de agosto | 21:30      |            |
| Avaí                | 1 - 0      | Criciúma       | Ressacada        | 5 de agosto | 15:30      |            |
| Ituano              | 1 - 1      | Guarani        | Novelli Júnior   | 5 de agosto | 17:00      |            |
| CRB                 | 0 - 0      | Botafogo-SP    | Rei Pelé         | 5 de agosto | 17:00      |            |
| Sport Recife        | 1 - 0      | Novorizontino  | Ilha do Retiro   | 5 de agosto | 18:00      |            |
| Ponte Preta         | 1 - 0      | Chapecoense    | Moisés Lucarelli | 6 de agosto | 15:30      |            |
| Ceará               | 1 - 0      | ABC            | Castelão (CE)    | 6 de agosto | 18:00      |            |
| Juventude           | 0 - 2      | Vila Nova      | Alfredo Jaconi   | 7 de agosto | 18:00      |            |
| Atlético Goianiense | 3 - 2      | Tombense       | Antônio Accioly  | 7 de agosto | 20:00      |            |
| Londrina            | 2 - 0      | Vitória        | Café             | 7 de agosto | 20:00      |            |

| Jornada 23     | Jornada 23 | Jornada 23          | Jornada 23                  | Jornada 23   | Jornada 23 | Jornada 23 |
| Local          | Resultado  | Visitante           | Estadio                     | Fecha        | Hora       |            |
| -------------- | ---------- | ------------------- | --------------------------- | ------------ | ---------- | ---------- |
| Novorizontino  | 2 - 1      | Mirassol            | Jorge Ismael de Biasi       | 11 de agosto | 19:00      |            |
| Tombense       | 0 - 0      | Sport Recife        | Soares de Azevedo           | 11 de agosto | 21:30      |            |
| Criciúma       | 2 - 0      | Londrina            | Heriberto Hülse             | 12 de agosto | 15:30      |            |
| Botafogo-SP    | 0 - 0      | Ponte Preta         | Santa Cruz                  | 12 de agosto | 17:00      |            |
| Sampaio Corrêa | 1 - 1      | CRB                 | Castelão (MA)               | 12 de agosto | 17:00      |            |
| Vila Nova      | 1 - 1      | Avaí                | Onésio Brasileiro Alvarenga | 12 de agosto | 18:00      |            |
| Chapecoense    | 0 - 1      | Atlético Goianiense | Arena Condá                 | 13 de agosto | 11:00      |            |
| Guarani        | 0 - 1      | Juventude           | Brinco de Ouro da Princesa  | 13 de agosto | 15:45      |            |
| Vitória        | 1 - 0      | Ceará               | Barradão                    | 13 de agosto | 18:00      |            |
| ABC            | 1 - 1      | Ituano              | Frasqueirão                 | 14 de agosto | 20:00      |            |

| Jornada 24    | Jornada 24 | Jornada 24          | Jornada 24                  | Jornada 24   | Jornada 24 | Jornada 24 |
| Local         | Resultado  | Visitante           | Estadio                     | Fecha        | Hora       |            |
| ------------- | ---------- | ------------------- | --------------------------- | ------------ | ---------- | ---------- |
| Londrina      | 0 - 2      | Atlético Goianiense | Café                        | 17 de agosto | 19:00      |            |
| Vila Nova     | 2 - 0      | Mirassol            | Onésio Brasileiro Alvarenga | 17 de agosto | 21:30      |            |
| Vitória       | 2 - 0      | Botafogo-SP         | Barradão                    | 18 de agosto | 19:00      |            |
| Guarani       | 3 - 1      | Sport Recife        | Brinco de Ouro da Princesa  | 18 de agosto | 21:30      |            |
| Avaí          | 4 - 2      | Tombense            | Ressacada                   | 19 de agosto | 15:30      |            |
| Ituano        | 3 - 0      | Criciúma            | Novelli Júnior              | 19 de agosto | 17:00      |            |
| ABC           | 1 - 2      | CRB                 | Frasqueirão                 | 19 de agosto | 17:00      |            |
| Juventude     | 0 - 0      | Sampaio Corrêa      | Alfredo Jaconi              | 19 de agosto | 18:00      |            |
| Novorizontino | 1 - 2      | Chapecoense         | Jorge Ismael de Biasi       | 20 de agosto | 15:45      |            |
| Ceará         | 1 - 1      | Ponte Preta         | Castelão (CE)               | 20 de agosto | 18:00      |            |

| Jornada 25          | Jornada 25 | Jornada 25    | Jornada 25        | Jornada 25   | Jornada 25 | Jornada 25 |
| Local               | Resultado  | Visitante     | Estadio           | Fecha        | Hora       |            |
| ------------------- | ---------- | ------------- | ----------------- | ------------ | ---------- | ---------- |
| Mirassol            | 0 - 1      | Juventude     | Maião             | 22 de agosto | 19:00      |            |
| Criciúma            | 1 - 0      | Vila Nova     | Heriberto Hülse   | 22 de agosto | 21:30      |            |
| Ponte Preta         | 1 - 0      | Londrina      | Moisés Lucarelli  | 25 de agosto | 19:00      |            |
| Sport Recife        | 1 - 2      | Ituano        | Ilha do Retiro    | 25 de agosto | 21:30      |            |
| Sampaio Corrêa      | 1 - 1      | Guarani       | Castelão (MA)     | 26 de agosto | 17:00      |            |
| Tombense            | 2 - 2      | Ceará         | Soares de Azevedo | 26 de agosto | 17:00      |            |
| CRB                 | 1 - 0      | Novorizontino | Rei Pelé          | 26 de agosto | 18:00      |            |
| Chapecoense         | 0 - 0      | Avaí          | Arena Condá       | 27 de agosto | 15:45      |            |
| Atlético Goianiense | 0 - 0      | Vitória       | Antônio Accioly   | 27 de agosto | 18:00      |            |
| Botafogo-SP         | 0 - 0      | ABC           | Santa Cruz        | 28 de agosto | 20:00      |            |

| Jornada 26    | Jornada 26 | Jornada 26          | Jornada 26                  | Jornada 26      | Jornada 26 |
| Local         | Resultado  | Visitante           | Estadio                     | Fecha           | Hora       |
| ------------- | ---------- | ------------------- | --------------------------- | --------------- | ---------- |
| Novorizontino | 2 - 0      | Ituano              | Jorge Ismael de Biasi       | 30 de agosto    | 19:00      |
| Juventude     | 0 - 0      | Chapecoense         | Alfredo Jaconi              | 31 de agosto    | 21:30      |
| Vitória       | 0 - 0      | Mirassol            | Barradão                    | 1 de septiembre | 19:15      |
| Londrina      | 1 - 1      | Tombense            | Café                        | 1 de septiembre | 21:30      |
| Avaí          | 0 - 2      | Atlético Goianiense | Ressacada                   | 2 de septiembre | 15:30      |
| Ceará         | 1 - 0      | Criciúma            | Castelão (CE)               | 2 de septiembre | 17:00      |
| ABC           | 1 - 1      | Sampaio Corrêa      | Frasqueirão                 | 2 de septiembre | 17:00      |
| Guarani       | 1 - 0      | Ponte Preta         | Brinco de Ouro da Princesa  | 2 de septiembre | 18:00      |
| Vila Nova     | 0 - 1      | CRB                 | Onésio Brasileiro Alvarenga | 3 de septiembre | 15:45      |
| Botafogo-SP   | 1 - 1      | Sport Recife        | Santa Cruz                  | 3 de septiembre | 18:00      |

| Jornada 27          | Jornada 27 | Jornada 27     | Jornada 27             | Jornada 27       | Jornada 27 | Jornada 27 |
| Local               | Resultado  | Visitante      | Estadio                | Fecha            | Hora       |            |
| ------------------- | ---------- | -------------- | ---------------------- | ---------------- | ---------- | ---------- |
| Chapecoense         | 0 - 1      | Guarani        | Arena Condá            | 5 de septiembre  | 21:30      |            |
| Ceará               | 3 - 1      | Londrina       | Presidente Vargas (CE) | 6 de septiembre  | 21:30      |            |
| Tombense            | 3 - 0      | ABC            | Soares de Azevedo      | 7 de septiembre  | 18:30      |            |
| Ituano              | 1 - 2      | Vila Nova      | Novelli Júnior         | 8 de septiembre  | 18:00      |            |
| Ponte Preta         | 0 - 0      | Sampaio Corrêa | Moisés Lucarelli       | 9 de septiembre  | 17:00      |            |
| Mirassol            | 1 - 0      | Botafogo-SP    | Maião                  | 9 de septiembre  | 20:30      |            |
| Sport Recife        | 3 - 3      | Criciúma       | Ilha do Retiro         | 9 de septiembre  | 20:45      |            |
| Atlético Goianiense | 3 - 0      | Juventude      | Antônio Accioly        | 10 de septiembre | 15:45      |            |
| CRB                 | 6 - 0      | Vitória        | Rei Pelé               | 10 de septiembre | 18:00      |            |
| Avaí                | 1 - 0      | Novorizontino  | Ressacada              | 11 de septiembre | 20:30      |            |

| Jornada 28     | Jornada 28 | Jornada 28          | Jornada 28                  | Jornada 28       | Jornada 28 | Jornada 28 |
| Local          | Resultado  | Visitante           | Estadio                     | Fecha            | Hora       |            |
| -------------- | ---------- | ------------------- | --------------------------- | ---------------- | ---------- | ---------- |
| Londrina       | 2 - 2      | Ituano              | Café                        | 14 de septiembre | 18:30      |            |
| Vila Nova      | 1 - 1      | Ponte Preta         | Onésio Brasileiro Alvarenga | 15 de septiembre | 19:00      |            |
| ABC            | 0 - 1      | Sport Recife        | Frasqueirão                 | 15 de septiembre | 21:30      |            |
| Criciúma       | 2 - 1      | Mirassol            | Heriberto Hülse             | 16 de septiembre | 15:30      |            |
| Botafogo-SP    | 1 - 0      | Atlético Goianiense | Santa Cruz                  | 16 de septiembre | 17:00      |            |
| Sampaio Corrêa | 2 - 0      | Chapecoense         | Castelão (MA)               | 16 de septiembre | 17:00      |            |
| Juventude      | 3 - 1      | CRB                 | Alfredo Jaconi              | 16 de septiembre | 18:00      |            |
| Guarani        | 3 - 0      | Tombense            | Brinco de Ouro da Princesa  | 17 de septiembre | 15:45      |            |
| Vitória        | 3 - 0      | Avaí                | Barradão                    | 17 de septiembre | 18:00      |            |
| Novorizontino  | 4 - 1      | Ceará               | Jorge Ismael de Biasi       | 18 de septiembre | 21:00      |            |

| Jornada 29          | Jornada 29 | Jornada 29  | Jornada 29            | Jornada 29       | Jornada 29 | Jornada 29 |
| Local               | Resultado  | Visitante   | Estadio               | Fecha            | Hora       |            |
| ------------------- | ---------- | ----------- | --------------------- | ---------------- | ---------- | ---------- |
| Sampaio Corrêa      | 2 - 1      | Vila Nova   | Castelão (MA)         | 19 de septiembre | 21:30      |            |
| Ponte Preta         | 0 - 3      | Mirassol    | Moisés Lucarelli      | 22 de septiembre | 19:00      |            |
| Ituano              | 0 - 2      | Vitória     | Novelli Júnior        | 22 de septiembre | 21:30      |            |
| Atlético Goianiense | 3 - 1      | Criciúma    | Antônio Accioly       | 22 de septiembre | 21:30      |            |
| CRB                 | 1 - 0      | Guarani     | Rei Pelé              | 23 de septiembre | 17:00      |            |
| Chapecoense         | 1 - 1      | Ceará       | Arena Condá           | 23 de septiembre | 17:00      |            |
| Tombense            | 0 - 0      | Botafogo-SP | Soares de Azevedo     | 23 de septiembre | 18:00      |            |
| Sport Recife        | 4 - 0      | Londrina    | Ilha do Retiro        | 23 de septiembre | 20:45      |            |
| Avaí                | 0 - 2      | Juventude   | Ressacada             | 25 de septiembre | 18:30      |            |
| Novorizontino       | 2 - 1      | ABC         | Jorge Ismael de Biasi | 25 de septiembre | 21:00      |            |

| Jornada 30 | Jornada 30 | Jornada 30          | Jornada 30                 | Jornada 30       | Jornada 30 | Jornada 30 |
| Local      | Resultado  | Visitante           | Estadio                    | Fecha            | Hora       |            |
| ---------- | ---------- | ------------------- | -------------------------- | ---------------- | ---------- | ---------- |
| Mirassol   | 1 - 0      | CRB                 | Maião                      | 28 de septiembre | 19:00      |            |
| Londrina   | 1 - 0      | Sampaio Corrêa      | Café                       | 28 de septiembre | 21:30      |            |
| Avaí       | 2 - 2      | Sport Recife        | Ressacada                  | 29 de septiembre | 19:00      |            |
| Vitória    | 1 - 0      | Tombense            | Barradão                   | 29 de septiembre | 21:30      |            |
| Juventude  | 1 - 0      | Criciúma            | Alfredo Jaconi             | 30 de septiembre | 15:30      |            |
| Ituano     | 1 - 1      | Botafogo-SP         | Novelli Júnior             | 30 de septiembre | 17:00      |            |
| Guarani    | 2 - 1      | Novorizontino       | Brinco de Ouro da Princesa | 30 de septiembre | 17:00      |            |
| ABC        | 2 - 0      | Ponte Preta         | Frasqueirão                | 30 de septiembre | 18:00      |            |
| Vila Nova  | 0 - 0      | Chapecoense         | Serra Dourada              | 1 de octubre     | 15:45      |            |
| Ceará      | 0 - 1      | Atlético Goianiense | Castelão (CE)              | 1 de octubre     | 18:00      |            |

| Jornada 31          | Jornada 31 | Jornada 31    | Jornada 31                 | Jornada 31   | Jornada 31 | Jornada 31 |
| Local               | Resultado  | Visitante     | Estadio                    | Fecha        | Hora       |            |
| ------------------- | ---------- | ------------- | -------------------------- | ------------ | ---------- | ---------- |
| Mirassol            | 2 - 0      | Londrina      | Maião                      | 3 de octubre | 19:30      |            |
| Chapecoense         | 0 - 0      | ABC           | Arena Condá                | 5 de octubre | 19:15      |            |
| CRB                 | 2 - 0      | Ceará         | Rei Pelé                   | 6 de octubre | 21:30      |            |
| Atlético Goianiense | 1 - 0      | Ituano        | Antônio Accioly            | 6 de octubre | 21:30      |            |
| Tombense            | 1 - 1      | Juventude     | Almeidão                   | 7 de octubre | 15:30      |            |
| Botafogo-SP         | 0 - 1      | Avaí          | Santa Cruz                 | 7 de octubre | 17:00      |            |
| Sampaio Corrêa      | 1 - 1      | Novorizontino | Castelão (MA)              | 7 de octubre | 17:00      |            |
| Guarani             | 1 - 1      | Vila Nova     | Brinco de Ouro da Princesa | 7 de octubre | 18:00      |            |
| Criciúma            | 1 - 0      | Vitória       | Heriberto Hülse            | 8 de octubre | 18:00      |            |
| Sport Recife        | 3 - 3      | Ponte Preta   | Ilha do Retiro             | 9 de octubre | 20:00      |            |

| Jornada 32    | Jornada 32 | Jornada 32          | Jornada 32                  | Jornada 32    | Jornada 32 | Jornada 32 |
| Local         | Resultado  | Visitante           | Estadio                     | Fecha         | Hora       |            |
| ------------- | ---------- | ------------------- | --------------------------- | ------------- | ---------- | ---------- |
| ABC           | 1 - 2      | Mirassol            | Frasqueirão                 | 10 de octubre | 21:30      |            |
| Vila Nova     | 3 - 1      | Botafogo-SP         | Onésio Brasileiro Alvarenga | 11 de octubre | 21:30      |            |
| Criciúma      | 1 - 2      | Chapecoense         | Heriberto Hülse             | 13 de octubre | 21:30      |            |
| Ituano        | 0 - 0      | CRB                 | Novelli Júnior              | 14 de octubre | 17:00      |            |
| Novorizontino | 0 - 0      | Tombense            | Jorge Ismael de Biasi       | 14 de octubre | 17:00      |            |
| Ceará         | 0 - 0      | Sampaio Corrêa      | Castelão (CE)               | 14 de octubre | 18:30      |            |
| Ponte Preta   | 0 - 2      | Atlético Goianiense | Moisés Lucarelli            | 15 de octubre | 15:45      |            |
| Vitória       | 2 - 0      | Guarani             | Barradão                    | 15 de octubre | 18:00      |            |
| Londrina      | 1 - 1      | Avaí                | Café                        | 15 de octubre | 18:30      |            |
| Juventude     | 2 - 2      | Sport Recife        | Alfredo Jaconi              | 16 de octubre | 20:00      |            |

| Jornada 33          | Jornada 33 | Jornada 33    | Jornada 33       | Jornada 33    | Jornada 33 | Jornada 33 |
| Local               | Resultado  | Visitante     | Estadio          | Fecha         | Hora       |            |
| ------------------- | ---------- | ------------- | ---------------- | ------------- | ---------- | ---------- |
| Tombense            | 2 - 1      | Vila Nova     | Almeidão         | 19 de octubre | 19:00      |            |
| Atlético Goianiense | 3 - 1      | ABC           | Antônio Accioly  | 19 de octubre | 19:00      |            |
| Sampaio Corrêa      | 0 - 1      | Vitória       | Castelão (MA)    | 20 de octubre | 19:00      |            |
| Mirassol            | 0 - 0      | Guarani       | Maião            | 20 de octubre | 21:30      |            |
| CRB                 | 0 - 1      | Criciúma      | Rei Pelé         | 21 de octubre | 17:00      |            |
| Botafogo-SP         | 2 - 0      | Novorizontino | Santa Cruz       | 21 de octubre | 17:00      |            |
| Juventude           | 2 - 2      | Londrina      | Alfredo Jaconi   | 21 de octubre | 18:00      |            |
| Sport Recife        | 2 - 1      | Chapecoense   | Ilha do Retiro   | 22 de octubre | 18:00      |            |
| Avaí                | 1 - 0      | Ceará         | Ressacada        | 22 de octubre | 18:00      |            |
| Ponte Preta         | 0 - 0      | Ituano        | Moisés Lucarelli | 23 de octubre | 20:00      |            |

| Jornada 34    | Jornada 34 | Jornada 34          | Jornada 34                  | Jornada 34    | Jornada 34 | Jornada 34 |
| Local         | Resultado  | Visitante           | Estadio                     | Fecha         | Hora       |            |
| ------------- | ---------- | ------------------- | --------------------------- | ------------- | ---------- | ---------- |
| ABC           | 1 - 1      | Avaí                | Frasqueirão                 | 26 de octubre | 19:00      |            |
| Ceará         | 2 - 1      | Sport Recife        | Castelão (CE)               | 27 de octubre | 19:00      |            |
| Guarani       | 0 - 1      | Botafogo-SP         | Brinco de Ouro da Princesa  | 27 de octubre | 21:30      |            |
| Novorizontino | 2 - 0      | Ponte Preta         | Jorge Ismael de Biasi       | 27 de octubre | 21:30      |            |
| Criciúma      | 3 - 0      | Sampaio Corrêa      | Heriberto Hülse             | 28 de octubre | 15:30      |            |
| Ituano        | 0 - 0      | Mirassol            | Novelli Júnior              | 28 de octubre | 15:30      |            |
| Vila Nova     | 2 - 1      | Atlético Goianiense | Onésio Brasileiro Alvarenga | 28 de octubre | 19:00      |            |
| Londrina      | 1 - 1      | CRB                 | Café                        | 29 de octubre | 18:30      |            |
| Vitória       | 0 - 0      | Juventude           | Barradão                    | 29 de octubre | 19:00      |            |
| Chapecoense   | 1 - 2      | Tombense            | Arena Condá                 | 30 de octubre | 20:00      |            |

| Jornada 35          | Jornada 35 | Jornada 35    | Jornada 35       | Jornada 35     | Jornada 35 | Jornada 35 |
| Local               | Resultado  | Visitante     | Estadio          | Fecha          | Hora       |            |
| ------------------- | ---------- | ------------- | ---------------- | -------------- | ---------- | ---------- |
| Atlético Goianiense | 2 - 2      | Novorizontino | Antônio Accioly  | 1 de noviembre | 20:00      |            |
| Mirassol            | 2 - 1      | Sport Recife  | Maião            | 3 de noviembre | 19:00      |            |
| Londrina            | 0 - 0      | Guarani       | Café             | 3 de noviembre | 21:30      |            |
| Juventude           | 2 - 1      | Ituano        | Alfredo Jaconi   | 3 de noviembre | 21:30      |            |
| Botafogo-SP         | 2 - 2      | Ceará         | Santa Cruz       | 4 de noviembre | 17:00      |            |
| Ponte Preta         | 0 - 1      | Avaí          | Moisés Lucarelli | 4 de noviembre | 17:00      |            |
| Sampaio Corrêa      | 1 - 2      | Tombense      | Castelão (MA)    | 4 de noviembre | 19:30      |            |
| Vitória             | 1 - 1      | Vila Nova     | Barradão         | 5 de noviembre | 18:00      |            |
| CRB                 | 3 - 2      | Chapecoense   | Rei Pelé         | 7 de noviembre | 19:00      |            |
| Criciúma            | 1 - 0      | ABC           | Heriberto Hülse  | 7 de noviembre | 21:30      |            |

| Jornada 36    | Jornada 36 | Jornada 36          | Jornada 36                  | Jornada 36      | Jornada 36 | Jornada 36 |
| Local         | Resultado  | Visitante           | Estadio                     | Fecha           | Hora       |            |
| ------------- | ---------- | ------------------- | --------------------------- | --------------- | ---------- | ---------- |
| Vila Nova     | 4 - 1      | Londrina            | Onésio Brasileiro Alvarenga | 10 de noviembre | 19:00      |            |
| Sport Recife  | 0 - 0      | Atlético Goianiense | Ilha do Retiro              | 10 de noviembre | 21:30      |            |
| Ituano        | 2 - 1      | Sampaio Corrêa      | Novelli Júnior              | 11 de noviembre | 15:30      |            |
| Chapecoense   | 2 - 0      | Botafogo-SP         | Arena Condá                 | 11 de noviembre | 17:00      |            |
| Avaí          | 1 - 1      | CRB                 | Ressacada                   | 11 de noviembre | 17:00      |            |
| Tombense      | 0 - 1      | Ponte Preta         | Almeidão                    | 11 de noviembre | 18:00      |            |
| Ceará         | 2 - 0      | Mirassol            | Presidente Vargas (CE)      | 12 de noviembre | 15:45      |            |
| Novorizontino | 1 - 2      | Vitória             | Jorge Ismael de Biasi       | 12 de noviembre | 18:00      |            |
| Guarani       | 1 - 1      | Criciúma            | Brinco de Ouro da Princesa  | 14 de noviembre | 19:00      |            |
| ABC           | 0 - 0      | Juventude           | Frasqueirão                 | 14 de noviembre | 21:30      |            |

| Jornada 37     | Jornada 37 | Jornada 37          | Jornada 37                  | Jornada 37      | Jornada 37 | Jornada 37 |
| Local          | Resultado  | Visitante           | Estadio                     | Fecha           | Hora       |            |
| -------------- | ---------- | ------------------- | --------------------------- | --------------- | ---------- | ---------- |
| Ituano         | 0 - 0      | Chapecoense         | Novelli Júnior              | 17 de noviembre | 19:00      |            |
| Londrina       | 0 - 1      | Novorizontino       | Café                        | 17 de noviembre | 21:30      |            |
| Vitória        | 1 - 0      | Sport Recife        | Barradão                    | 18 de noviembre | 17:00      |            |
| Juventude      | 0 - 0      | Ponte Preta         | Alfredo Jaconi              | 18 de noviembre | 17:00      |            |
| Mirassol       | 4 - 1      | Atlético Goianiense | Maião                       | 18 de noviembre | 17:00      |            |
| Criciúma       | 3 - 0      | Botafogo-SP         | Heriberto Hülse             | 18 de noviembre | 17:00      |            |
| Vila Nova      | 3 - 1      | Ceará               | Onésio Brasileiro Alvarenga | 18 de noviembre | 17:00      |            |
| Guarani        | 2 - 3      | ABC                 | Brinco de Ouro da Princesa  | 19 de noviembre | 15:45      |            |
| CRB            | 2 - 0      | Tombense            | Rei Pelé                    | 19 de noviembre | 18:00      |            |
| Sampaio Corrêa | 4 - 0      | Avaí                | Castelão (MA)               | 20 de noviembre | 20:00      |            |

| Jornada 38          | Jornada 38 | Jornada 38     | Jornada 38             | Jornada 38      | Jornada 38 | Jornada 38 |
| Local               | Resultado  | Visitante      | Estadio                | Fecha           | Hora       |            |
| ------------------- | ---------- | -------------- | ---------------------- | --------------- | ---------- | ---------- |
| Ponte Preta         | 3 - 0      | CRB            | Moisés Lucarelli       | 25 de noviembre | 17:00      |            |
| Atlético Goianiense | 3 - 0      | Guarani        | Antônio Accioly        | 25 de noviembre | 17:00      |            |
| Avaí                | 0 - 0      | Ituano         | Ressacada              | 25 de noviembre | 17:00      |            |
| Botafogo-SP         | 0 - 1      | Londrina       | Santa Cruz             | 25 de noviembre | 17:00      |            |
| Novorizontino       | 2 - 0      | Criciúma       | Jorge Ismael de Biasi  | 25 de noviembre | 17:00      |            |
| Sport Recife        | 4 - 1      | Sampaio Corrêa | Ilha do Retiro         | 25 de noviembre | 17:00      |            |
| Ceará               | 1 - 3      | Juventude      | Presidente Vargas (CE) | 25 de noviembre | 17:00      |            |
| Chapecoense         | 3 - 1      | Vitória        | Arena Condá            | 25 de noviembre | 17:00      |            |
| Tombense            | 0 - 1      | Mirassol       | Almeidão               | 25 de noviembre | 17:00      |            |
| ABC                 | 3 - 2      | Vila Nova      | Frasqueirão            | 25 de noviembre | 17:00      |            |

## Goleadores
- Actualizado al 25 de noviembre de 2023.

| Jugador          | Equipo              | Goles |
| ---------------- | ------------------- | ----- |
| Gustavo Coutinho | Atlético Goianiense | 14    |
| Ytalo            | Sampaio Corrêa      | 13    |
| Vágner Love      | Sport Recife        | 11    |
| Léo Gamalho      | Vitória             | 10    |
| Derek            | Guarani             | 10    |
| Caio             | Vila Nova           | 10    |
| Erick            | Ceará               | 10    |